# Дріофториди
Дріофтори́ди (Dryophthoridae Schönherr, 1825), або ж трубконосики — родина жуків надродини довгоносикоподібних
(на думку частини ентомологів — це підродина у родині довгоносиків (Curculionidae). Ці комахи — середнього та великого розміру, рослинноїдні, личинки їх харчуються рослинними тканинами і інколи завдають шкоди господарству.

## Зовнішній вигляд
Основні ознаки:
- тіло не циліндричне, сплощене;
- вусики колінчасті або з видовженим першим члеником, котрий довший за другий та третій членики, узяті разом.
- вусики прикріплені у задній половині головотрубки, здебільшого — у трикутних ямках з боків слабо або сильно розширеної основи;
- булава вусиків видовжена, конусоподібна, зворотньогрушовидна або овальна, її перший членик трохи опушений або голий, збільшений, решта члеників зрослися між собою;
- головотрубка добре виражена і, звичайно, довга (якщо вона коротка, то передні гомілки без зубців);
- ротові органи глибоко занурені в ротову порожнину спереду;
- передньоспинка не має бічної облямівки.

Личинки дріофторид безногі, С-подібні, м'ясисті, білі або кремові, із рідкими волосками і щетинками, що стирчать.
Фотографії див. на.

## Спосіб життя
Дорослі жуки харчуються рослинними тканинами. Личинки проходять розвиток у корінні, стеблах, деревині дерев, що всихають або гниють, у насінинах злаків.

## Географічне поширення
Представників цієї групи знайдено на всіх континентах, крім Антарктиди. Переважна більшість видів дріофторид мешкають у субтропіках і тропіках. У фауні України вісім видів з чотирьох родів дріофторид.

## Класифікація
Таксон поділяється на 150 родів, об'єднаних у 5 підродин:
- Cryptodermatinae
- Dryophthorinae
- Orthognathinae
- Rhynchophorinae
- Stromboscerinae

## Значення у природі та житті людини
Подібно до інших видів, дріофториди є невід'ємною ланкою природних екосистем, споживаючи рослинні тканини і самі стаючи здобиччю тварин — хижаків та паразитів. Деякі види завдають відчутної шкоди культивованим рослинам (зокрема, пальмам — жуки роду Rhynchophorus) і різноманітним сухим рослинним продуктам, що перебувають на зберіганні — крупи, зерно тощо (наприклад, рисовий довгоносик Sitophilus oryzae). Деякі види останньої групи поширюються внаслідок транспортування цих продуктів і мають карантинне значення. В тропіках великих личинок дріофторид — мешканців деревини — їдять смаженими і запеченими.